# Psychiatriezentrum Münsingen

Logo Psychiatriezentrum Münsingen

Die „Irrenanstalt“ Münsingen um 1895

Münsingen, Psychiatrische Klinik, Gesamtaussenanischt, um 1911

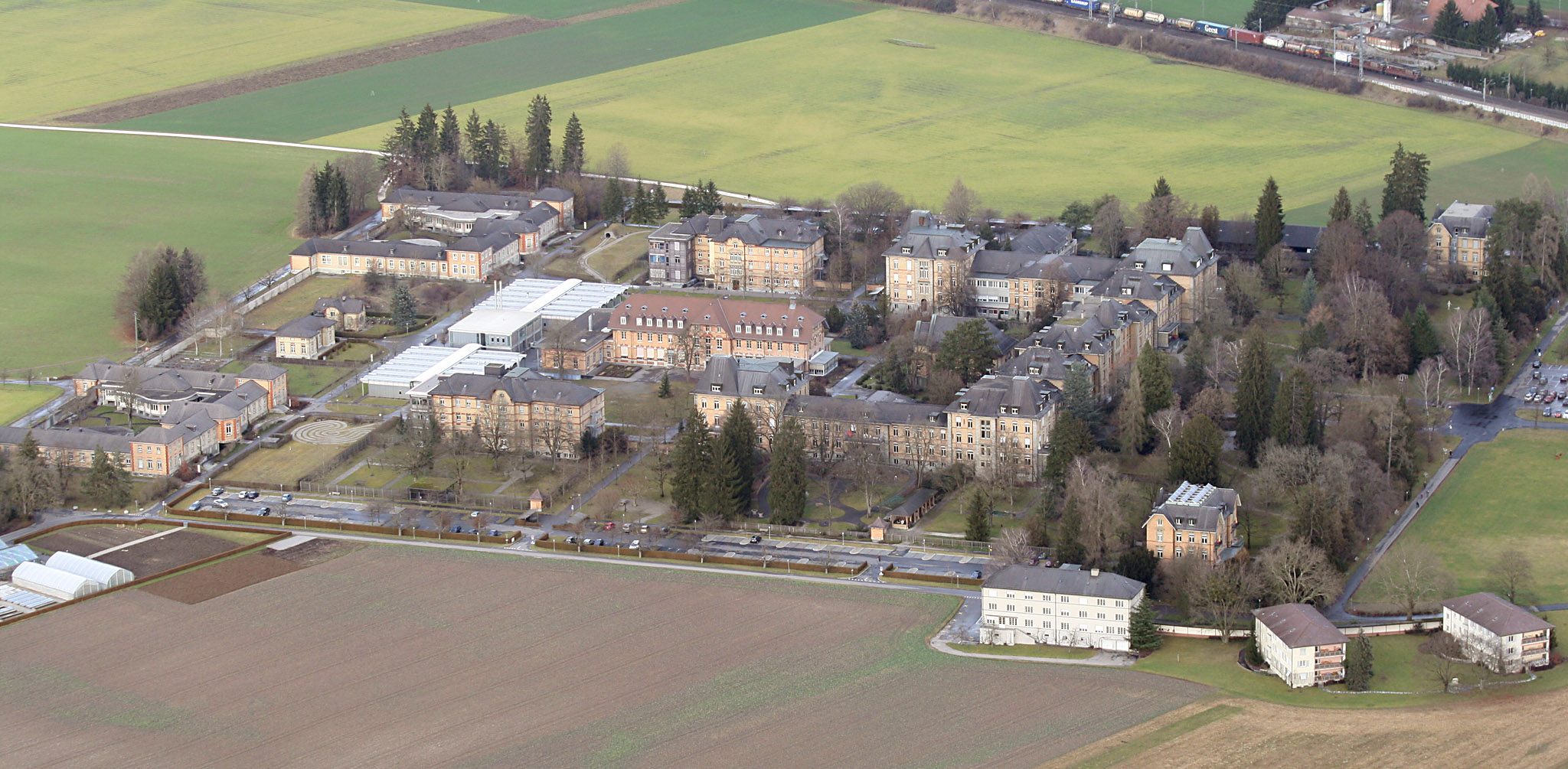
Das Psychiatriezentrum Münsingen 2007

Die PZM Psychiatriezentrum Münsingen AG ist eine Psychiatrische Klinik in Münsingen bei Bern.

## Beschreibung
Die PZM Psychiatriezentrum Münsingen AG behandelt psychisch erkrankte Erwachsene. Die Therapieschwerpunkte liegen in den Fachgebieten dreier Kliniken: für Depression und Angst, für Psychose und Abhängigkeit sowie für Alters- und Neuropsychiatrie. Am Spitalzentrum Biel betreibt das PZM die Psychiatrie Biel/Bienne, welche die psychiatrische Versorgung der Bevölkerung in der Region Biel-Berner Seeland-Jura, verantwortet.
Neben dem Klinikbereich führt das Psychiatriezentrum Münsingen ein Wohnheim für Menschen mit psychischer Beeinträchtigung, ein Kompetenzzentrum zur Behandlung geistig beeinträchtigter Menschen sowie geschützte Werkstätten.
Der Bau des Psychiatriezentrums Münsingen begann 1895 nach Plänen von Paul Adolphe Tièche. Infolge chronischen Platzmangels in der Klinik Waldau bei Bern beschloss der Grosse Rat die Errichtung einer zweiten „Irrenanstalt“ auf dem Schlossgut in Münsingen. Gebaut wurde die Anlage in einem gemischten Block- und Pavillonsystem.
Das neue Psychiatriezentrum Münsingen galt als innovativ und offen für neue Therapieverfahren. Die Klinikleitung nahm ausdrücklich mehr Entweichungen in Kauf, damit sie die Kranken in Werkstätten und im Freien beschäftigen konnte, anstatt sie zu isolieren. Als erste Heilanstalt der Schweiz führte Münsingen im Jahr 1898 die Familientherapie und im Jahr 1929 die Beschäftigungstherapie ein. Das PZM galt in der Behandlung von Schizophrenien schon bald als führend. 1937 fand in Münsingen ein erster internationaler Kongress zu dem Thema statt.
Zum Behandlungsangebot gehört die ambulante, teilstationäre und stationäre Abklärung, Diagnostik und Behandlung für psychisch kranke Erwachsene. Das therapeutische Handeln beinhaltet als Schwerpunkte die Psychotherapie, die Soziotherapie und die Pharmakotherapie. Sie werden ergänzt durch Spezialtherapien.
Der Schriftsteller Friedrich Glauser (1896–1938) verbrachte insgesamt sechs Jahre in der Klinik in Münsingen und machte diese 1936 zum Schauplatz von Matto regiert, dem dritten Roman um die Detektivfigur Wachtmeister Studer. Der Krimi gilt als Glausers Schlüsselroman und löste bei seinem Erscheinen 1937 einen Skandal im bernischen Gesundheitswesen aus, in deren Folge Max Müller (Oberarzt am PZM) zum Regierungsrat und Direktor des Gesundheitswesens zitiert wurde und der Psychiatrischen Klinik Waldau eine Disziplinaruntersuchung drohte. Szenen des Dokumentarfilms Glauser – Das bewegte Leben eines grossen Schriftstellers des Schweizer Regisseurs Christoph Kühn aus dem Jahr 2011 wurden im PZM aufgenommen.
2022 stellte die Aufsichtsbehörde systematische ungerechtfertigte Zwangs- und Isolationsmassnahmen gegen Patientinnen in Münsingen fest. Die verantwortlichen Therapeuten seien überzeugt gewesen, sie vor „satanistischen Ritualen“ schützen zu müssen. Ärztinnen im PZM seien Anhänger der esoterischen Kirschblüten-Gemeinschaft. Mehrere der betroffenen Patientinnen begingen Suizid. Der ärztliche Leiter wurde entlassen.
Im öffentlich zugänglichen Park des Psychiatriezentrums befindet sich die "Dampfbahn Aaretal" und eine Minigolfanlage.
Im Jahr 2024 wies das PZM einem Betriebsertrag von rund 100,8 Millionen Franken und einen Verlust von rund 337'000 Franken aus gegenüber einem Minus von 5,6 Millionen Franken im Vorjahr. An der Absicht einer Fusion mit der UPD Bern, die seit 2023 erwogen werden, wir weiter festgehalten. UPD und PZM gehören zu den grössten Psychiatrie-Institutionen der Schweiz und kämpfen mit knappen Finanzen. Fachkräftemangel, nicht kostendeckende Tarife, eine grosse Nachfrage und stark belastetes Personal gehören zu den Herausforderungen.
Für 2023 sehen die Gewichte bei einer Fusion für UPD  und PZM wie folgt aus:
| 2023 | Stationäre Behandlung | Tagesklinische Fälle | ambulante Konsultationen | Mitarbeitende | davon Ärzte und Psychologen |
| ---- | --------------------- | -------------------- | ------------------------ | ------------- | --------------------------- |
| UPD  | 4'277                 | 890                  | 16'514                   | 1246          | 255                         |
| PZM  | 2'890                 | 47                   | 2'493                    | 798           | 73 Ärzte und 51 Psychologen |

## Direktoren
- 1894–1912: Georg Glaser[8]
- 1912–1938: Ulrich Brauchli[9]
- 1939–1954: Max Müller
- 1954–1963: Hans Walther-Büel
- 1963–1982: Rudolf Wyss[10]
- 1982–1988: Waldemar Menzi
- 1988–2005: Jean-Pierre Pauchard[11]
- 2005–2020: Rolf Ineichen[12]
- seit 2020: Ivo Spicher[13]